# Eremophila pentaptera
Eremophila pentaptera är en flenörtsväxtart som beskrevs av John McConnell Black. Eremophila pentaptera ingår i släktet Eremophila och familjen flenörtsväxter. Inga underarter finns listade i Catalogue of Life.